# Renaud II., burgundski grof
Renaud II. (1061. – 1095.?) bio je grof Burgundije, Mâcona, Viennea i Oltingena. Bio je najstariji sin grofa Vilima I. te brat Stjepana I. i pape Kalista II., koji je rođen kao Guy. Renaud je naslijedio svoga oca 1087. godine.
Renaud se oženio Reginom Oltingenskom te je tako stekao Oltingen. Regina i Renaud bijahu roditelji Vilima II., burgundskoga grofa.